# Kosten van het Nederlandse Koninklijk Huis
De kosten van het Nederlands Koninklijk Huis komen in Nederland ten laste van de rijksbegroting; deze kunnen tevens worden gezien als kosten van de Nederlandse monarchie. Onduidelijkheid over en de hoogte van deze kosten zijn herhaaldelijk onderwerp van debat geweest in de Tweede Kamer, de wetenschap  en de media.

## Discussie over transparantie
Een kwestie die midden jaren 2000 speelde, en anno 2020 nog steeds speelt, is de ondoorzichtigheid van de koninklijke financiën, die op onoverzichtelijke wijze waren verdeeld over verschillende ministeries. Minister-president Jan Peter Balkenende zegde de Tweede Kamer op 10 juni 2008 toe om de financiën transparanter te maken en vormde de "Stuurgroep herziening stelsel kosten Koninklijk Huis" onder voorzitterschap van oud-minister van Financiën Gerrit Zalm. De Stuurgroep adviseerde in haar rapport van 26 februari 2009 om de koningshuiskosten onder de titel "De Koning" in de Nederlandse Rijksbegroting op te nemen, verdeeld in drie artikelen: uitkeringen krachtens de aangepaste Wet financieel statuut van het Koninklijk Huis (WFSKH), functionele uitgaven van de Koning en doorbelaste uitgaven van andere begrotingen. In 2010 werden de kosten van het Koninklijk Huis voor het eerst in dezelfde begroting gestopt.
Onderzoek van de Universiteit van Tilburg (2003 'De 'openbare' financiën van Noordeinde' H.P. van Dalen) stelt dat: 'Nog niet de helft van de totale kosten zijn expliciet in de begroting te vinden.' 
Uit onderzoek van RTL Nieuws in het Nationaal Archief in 2016 bleek dat ambtenaren sinds de jaren zeventig de koningshuiskosten bewust hebben verdeeld over verschillende departementen om de totale kostprijs te verbergen en daarmee kritiek op de monarchie te vermijden.
Eind 2016 kondigde het Nieuw Republikeins Genootschap, in samenwerking met tijdschrift De Republikein, een onderzoek aan naar de kosten van de Nederlandse monarchie. Geïnspireerd door een soortgelijk onderzoek van de Britse republikeinse organisatie Republic, waaruit bleek dat de Britse monarchie acht keer zoveel zou kosten als de officiële cijfers aangaven, wilde men alle kosten die voor het koningshuis gemaakt worden en de belastingvrijstellingen die zij genieten in kaart brengen. Om het onderzoek te financieren werd een crowdfundactie opgezet. Daarnaast werd er onder de naam "WillyLeaks" een meldpunt geopend waar mensen tips en adviezen kon achterlaten. Klokkenluiders werden eveneens opgeroepen zich te melden, desnoods anoniem. In het juni-nummer van De Republikein werden de eerste bevindingen gepresenteerd. Op 24 april 2018 publiceerden de republikeinen hun rapport. Volgens de onderzoekers kost de monarchie niet € 59,4 miljoen, zoals begroot, maar € 345,5 miljoen per jaar, hoewel men er direct bij vermeldde dat er gebruik is gemaakt van "creatief rekenwerk", aangezien er geen cijfers bekend zijn over het vermogen van de Oranjes. Zowel de Rijksvoorlichtingsdienst als de Belgische hoogleraar Herman Matthijs, die onderzoek gedaan heeft naar de kosten van diverse West-Europese staatshoofden, deden het rapport af als "giswerk".

## Rijksbegroting

### Begroting
|                                       | 2025   | 2024   | 2023   | 2022   | 2021   | 2020   | 2019   | 2018   | 2017   | 2016   | 2015   | 2014   | 2013   |
| ------------------------------------- | ------ | ------ | ------ | ------ | ------ | ------ | ------ | ------ | ------ | ------ | ------ | ------ | ------ |
| Uitkering leden Koninklijk Huis:      | 12.400 | 11.640 | 10.985 | 10.500 | 8.874  | 8.505  | 8.354  | 8.152  | 8.009  | 7.804  | 7.659  | 7.614  | 7.277  |
| Functionele kosten:                   | 38.400 | 36.668 | 32.200 | 31.100 | 30.470 | 29.635 | 28.914 | 28.287 | 27.684 | 27.076 | 26.826 | 26.779 | 26.960 |
| Overige kosten in andere begrotingen: | 8.100  | 7.593  | 7.000  | 6.500  | 6.340  | 6.224  | 5.984  | 5.845  | 5.728  | 5.704  | 5.600  | 5.594  | 5.987  |
| Totaal:                               | 58.900 | 55.901 | 50.185 | 48.100 | 45.684 | 44.364 | 43.252 | 42.284 | 41.421 | 40.584 | 40.085 | 39.987 | 40.224 |

### Uitkering leden Koninklijk Huis
In artikel 40 van de Nederlandse Grondwet is vastgelegd dat de koning en andere bij wet bepaalde leden van het Koninklijk Huis een uitkering krijgen van het rijk. De Grondwet bepaalt dat ze hierover geen persoonlijke belastingen hoeven te betalen. Wel moeten ze vermogensrendementsheffing betalen over vermogensbestanddelen welke niet dienstbaar zijn aan de uitoefening van hun functie.
In de Tweede Kamer is een motie aangenomen in 2022 waarmee het toenmalige Kabinet Rutte IV aangespoord wordt om een groot deel van de fiscale vrijstellingen van het Koninklijk Huis af te schaffen. Tijdens het debat over de begrotingen van Algemene Zaken en de Koning in 2024 moest minister-president Schoof uitleggen waarom hij een aangenomen motie, die de nieuwe premier opriep om een voorstel te doen om “de vrijstelling van inkomstenbelasting voor leden van het Koninklijk Huis op te heffen”, niet heeft uitgevoerd. Een van de redenen om dit niet uit te voeren was dat de bedoeling niet duidelijk was: zou dit wel of niet gepaard moeten gaan met een verhoging van de bruto bedragen, ter compensatie? Omdat de bedragen niet in de Grondwet staan werd in de Kamer geopperd dat dit een aparte kwestie is die nog niet relevant is.
In de Wet Financieel Statuut van het Koninklijk Huis is vastgelegd welke leden van het Koninklijk Huis een jaarlijkse uitkering ontvangen. Dit zijn op dit moment koning Willem-Alexander, koningin Máxima en prinses Beatrix. De Prinses van Oranje (prinses Amalia) krijgt een uitkering vanaf haar 18-jarige leeftijd: € 1.281.313 per jaar (prijspeil 2016).
De andere leden van het Koninklijk Huis krijgen geen jaarlijkse uitkering. Wel maken ze beperkt gratis gebruik van het regeringsvliegtuig.
De bedragen worden ieder jaar onder de kop huis des konings opgenomen in de rijksbegroting. En zijn opgedeeld in een component kosten voor personeel, overige niet-personele kosten, en een inkomensbestanddeel. Jaarlijkse bijstelling heeft plaats op basis van respectievelijk: salarissen in de sector Rijk, de consumentenprijsindex, en het inkomen van de vicepresident van de Raad van State.
Kosten boven op de begroting werden in het verleden zonder tussenkomst van het parlement aangevuld door de ministeries. Over 2007 ging dit om een extra bedrag van 650.000 euro. Na discussie hierover in de Tweede Kamer beloofde premier Balkenende dat dit niet langer stilletjes zal gebeuren.
Vóór de troonswisseling van 2013 kreeg koningin Beatrix jaarlijks een bedrag van 5,233 miljoen euro, waarvan €825.000 het inkomensdeel was, de rest het deel voor personele en materiële uitgaven. Onder meer bleef zij de vrije beschikking behouden over het regeringsvliegtuig.
Kroonprins Willem-Alexander en zijn echtgenote prinses Máxima ontvingen elk jaarlijks 245.000 euro aan inkomen. Daarnaast ontving de kroonprins een extra bedrag van 1.165.000 euro voor personele en materiële uitgaven. Zijn vrouw ontving hiervoor 389.000 euro extra.
Tabel uitkering leden Koninklijk Huis
|                             | 2025   | 2024   | 2023   | 2022   | 2021  | 2020  | 2019  | 2018  | 2017  | 2016  | 2015  | 2014  | 2013  |
| --------------------------- | ------ | ------ | ------ | ------ | ----- | ----- | ----- | ----- | ----- | ----- | ----- | ----- | ----- |
| Koning Willem-Alexander     | 7.300  | 6.795  | 6.408  | 6.132  | 6.057 | 5.886 | 5.787 | 5.647 | 5.548 | 5.406 | 5.318 | 5.286 | 1.410 |
| Koningin Máxima Zorreguieta | 1.300  | 1.174  | 1.111  | 1.067  | 1.055 | 1.022 | 1.000 | 976   | 958   | 934   | 911   | 906   | 634   |
| Prinses Beatrix             | 2.000  | 1.840  | 1.739  | 1.660  | 1.651 | 1.597 | 1.567 | 1.529 | 1.503 | 1.464 | 1.430 | 1.422 | 5.233 |
| Prinses Amalia              | 2.000  | 1.831  | 1.727  | 1.653  | 111   |       |       |       |       |       |       |       |       |
| Totaal                      | 12.400 | 11.640 | 10.985 | 10.512 | 8.874 | 8.505 | 8.354 | 8.152 | 8.009 | 7.804 | 7.659 | 7.614 | 7.277 |

- Kroonprinses Amalia heeft besloten om haar uitkering waar ze grondwettelijk recht op heeft terug te storten naar de Nederlandse staat, zolang zij nog geen publieke functies vervuld.[21]

De grondwettelijke uitkeringen zijn opgebouwd uit twee componenten: een A-component, die het inkomensbestanddeel vormt, en een B-component, die betrekking heeft op personele en materiële uitgaven. De personele uitgaven hebben betrekking op de personeelsleden die hun instructie rechtstreeks van de Koning, de echtgenote van de Koning of de Koning die afstand heeft gedaan van het koningschap ontvangen en/of in de onmiddellijke omgeving van hen verkeren en voor wie het dienstverband zich grotendeels in de familiesfeer voltrekt.
In 2021 ontvangt de Koning 998.000 euro als feitelijk inkomen (de A-component). De B-component voor personele en materiële uitgaven bedraagt 5.059.000 euro.
Na haar succesvolle afsluiting van haar middelbare school heeft Prinses Amalia bekend gemaakt af te zien van haar toelage, waar zij wettelijk recht op heeft vanaf haar achttiende verjaardag, totdat zij haar studie afgerond heeft. De toelage die haar toekomt zal zij terugstorten aan de Nederlandse Staat, behalve als zij eventuele hoge onkosten heeft in haar functie als Prinses van Oranje.
In een brief, op 7 mei 2024 gericht aan Minister-president Mark Rutte, kondigde Amalia aan dat zij vanaf 1 januari 2025 de B-component niet langer zal terugstorten naar de Nederlandse staat, dit om de toekomstige personeelskosten te kunnen betalen. Haar A-component, zijnde haar inkomensdeel stort zij nog wel terug todat zij met haar universitaire studie klaar is.
Voor het jaar 2023 zijn gekoppeld aan de verhogingen in de cao voor alle Rijksambtenaren, voor de inflatiecorrectie, de salarissen voor de Koning, zijn vrouw Maxima, Prinses Amalia en Prinses Beatrix verhoogd met bijna 3 %. In september 2023 werd er door de PVV een motie ingediend in de Tweede kamer, waarin aan de Koning opgeroepen werd om af te zien van de wettelijke salarisverhoging van € 55.000 in 2024, de motie werd met een nipte minderheid verworpen. Ook in september 2024 werd door de PVV een motie ingediend, om de Koning te verzoeken af te zien van de salaris verhoging in 2025. Daarin staat dat de A-component van het inkomen van de Koning in 2025 gelijk zou moeten blijven aan die van 2024.
In 2024 stijgen de kosten voor het Koninklijk Huis van 50,2 miljoen euro naar 55,9 miljoen euro. Het grootste gedeelte van de kosten zijn personele kosten van de hofhouding en ondersteunende diensten. De stijging van de grondwettelijk inkomensaandeel van de Koning, zijn echtgenote, prinses Beatrix en kroonprinses Amalia zijn in lijn met het percentage wat de Vicepresident van de Raad van State erbij krijgt. Totaal ontvangen zij als inkomensdeel 11,6 miljoen euro.  De totale kosten van het Koninklijk Huis in 2025 zijn begroot op bijna 59 miljoen euro

### Functionele uitgaven van de Koning
De personele en materiële uitgaven worden door de Dienst van het Koninklijk Huis verricht en vervolgens in rekening gebracht bij deze begroting. De Dienst van het Koninklijk Huis bestaat uit het Civiele Huis en het Militaire Huis. De diverse hofdepartementen van het Civiele Huis kennen ieder hun eigen discipline. Dit betreft onder meer administratie en financiën, huishoudelijke diensten, onderhoud en beheer van ter beschikking gestelde paleizen, vervoer en tevens beleidsinhoudelijke en praktische ondersteuning.

#### Privéjacht De Groene Draeck
In augustus 2007 ontstond er ophef in de Tweede Kamer over de onderhoudskosten van De Groene Draeck. Deze zouden betaald worden door defensie, terwijl het een privé jacht betreft. Bovendien bleken de kosten plotseling sterk gestegen, terwijl er normaal gesproken tussen de honderdduizend en tweehonderdduizend euro belastinggeld in werd gestoken, was het bedrag in 2005 gestegen tot 304 duizend euro. Minister van defensie Eimert van Middelkoop bevestigde dat de kosten door defensie betaald worden, maar gaf daarbij aan dat het jacht met die afspraak aan Beatrix geschonken zou zijn door de samenleving. Een overzicht van gemaakte onderhoudskosten sinds 1961 waar de Tweede Kamer om vroeg moest de minister schuldig blijven, dit zou niet mogelijk zijn. Defensie heeft aangegeven de kosten te blijven betalen. Op verzoek van de Rekenkamer zal defensie voortaan expliciet bekendmaken wat het onderhoud aan De Groene Draeck kost.
Op 29 mei 2008 eiste RTL Nieuws van minister Eimert van Middelkoop te weten hoeveel het Defensie per jaar kost om de Groene Draek te onderhouden. Van Middelkoop weigerde die gegevens af te staan, en daarop heeft RTL een kort geding tegen van Middelkoop aangespannen.

#### Vliegreizen
Medio april 2008 maakte RTL Nieuws bekend dat uit onderzoek bleek dat de totale vliegkosten van het Koninklijk Huis veel hoger liggen dan wat werd opgegeven door het ministerie van Verkeer en Waterstaat, dat de kosten betaalt. Terwijl in de jaarverslagen over 2005 en 2006 bedragen van 205.000 en 275.000 euro vermeld stonden, lagen deze in werkelijkheid boven de 1 miljoen euro, volgens RTL. Een jaar eerder zou minister Camiel Eurlings hebben aangegeven dat er "abusievelijk verkeerde informatie was gegeven." Alleen de kosten voor gebruik van gehuurde vliegtuigen zou zijn gemeld, terwijl de leden van het Koninklijk Huis ook het regeringsvliegtuig gebruiken.
Volgens RTL dreigden ook de kosten over 2007 niet te kloppen, een bedrag van 585.000 euro in het conceptverslag zou te laag zijn. Camiel Eurlings bevestigde dit in een reactie en meldde als nieuw bedrag 872.000 euro. In totaal vloog het Koninklijk Huis voor ruim 8 miljoen euro in vijf jaar tijd, waarvan 1,5 miljoen euro aan privévluchten. De Tweede Kamer gaf aan schoon genoeg te hebben van het gegoochel met cijfers en heeft premier Jan Peter Balkenende in een brief gevraagd een einde te maken aan alle onduidelijkheid.
De avondkrant NRC Handelsblad publiceerde in 2010, na daarvoor een beroep te hebben gedaan op de Wet Openbaarheid van Bestuur, dat Beatrix een jaar eerder in de Koninklijke Stallen in Den Haag een proefopstelling had laten plaatsen van het geplande nieuwe interieur van het regeringsvliegtuig. Zij kon daarmee onder meer de hardheid van de stoelen testen. De kosten van de proefopstelling bedroegen iets meer dan 100.000 euro. De totale herinrichtingskosten bedroegen 4,3 miljoen euro, acht ton meer dan begroot. De Rijksvoorlichtingsdienst liet weten dat de herinrichting niet geschiedde op verzoek van de koningin, maar de krant ontdekte in de documenten dat desondanks terdege rekening gehouden was met haar wensen.